# Ulaanbaatar University
Maillots
Le Ulaanbaatar University Football Club (en mongol : Улаанбаатарын Сургууль Хөлбөмбөгийн Клүб), plus couramment abrégé en Ulaanbaatar University, est un club mongol de football fondé en 2001 et basé à Oulan-Bator, la capitale du pays.
Le club évolue actuellement dans le Championnat de Mongolie de football.
Il possède aussi une section futsal.

## Historique
- 2001 : Fondation du club
- 2009 : Premier titre de champion de Mongolie

## Palmarès
| Compétitions nationales                                                    |
| -------------------------------------------------------------------------- |
| - Championnat de Mongolie (1) : - Champion : 2009. - Vice-champion : 2011. |

## Personnalités du club

### Présidents du club
- Choi Gi Ho

### Entraîneurs du club
- S. Erdene-Ochir